# 哥特人

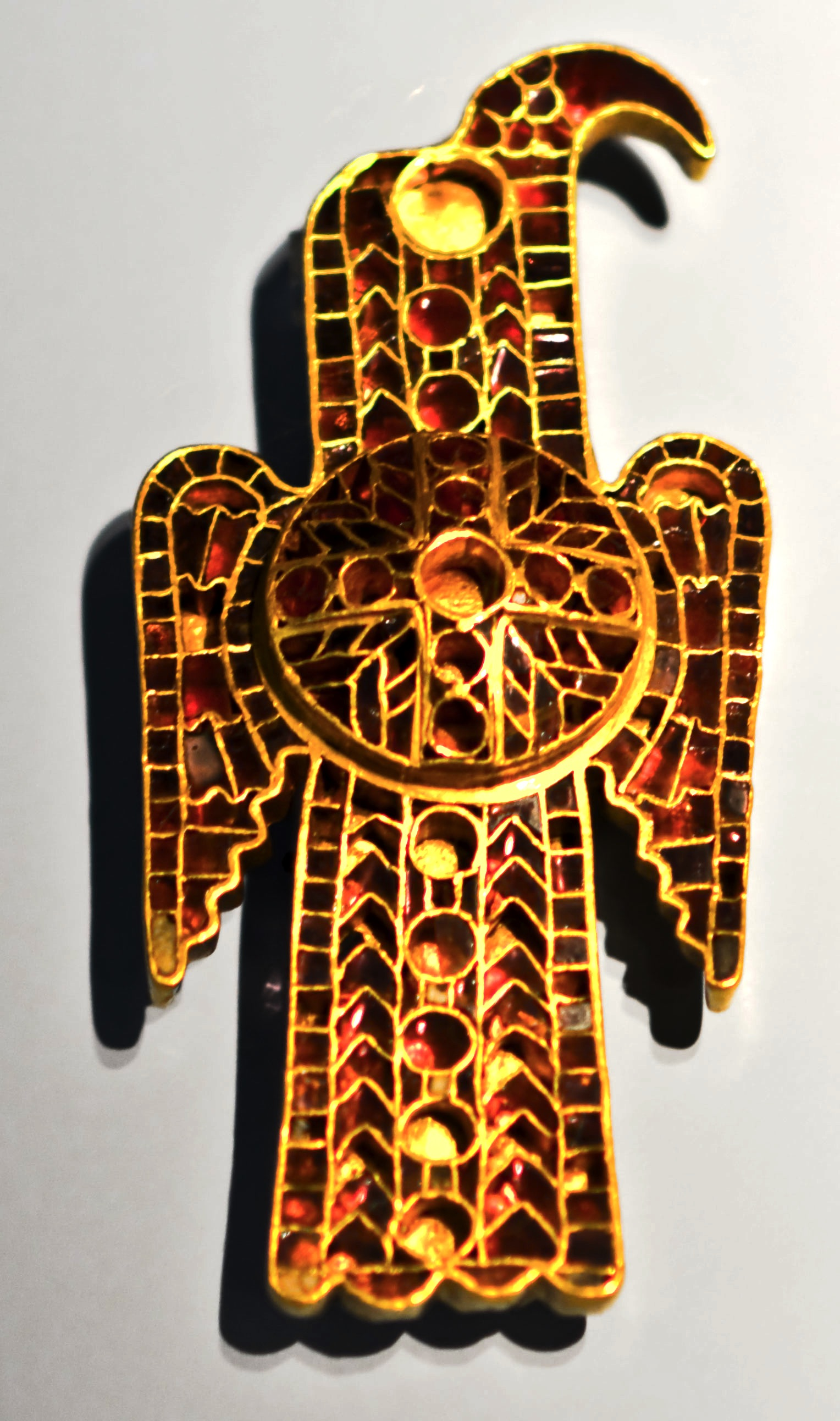
东哥特鹰形腓骨，公元500年，纽伦堡德国国家博物馆。

哥德人，又譯哥特人，是东日耳曼人部落的一支分支部族，从2世纪开始定居在斯基泰、達契亞和潘诺尼亚。5到6世纪时，分裂为東哥特人和西哥特人。 哥特人生活在今天德國的區域裡，是日耳曼的一個部落。德涅斯特河劃分了他們，河東的叫東哥特人，河西的叫西哥特人。
哥特人曾南下西班牙甚至北非，替代羅馬人，統治西班牙和北非。但亦有一說指哥德人並未有南下到非洲，而是推使了原本在西班牙的汪達爾人橫渡直布羅陀海峽進入北非。東哥特人於5世紀末在義大利建立東哥特王國。西哥特人於法國南部和伊比利亞半島，建立西哥特王國。